# 火まつり (映画)
『火まつり』（ひまつり）は、1985年に公開された、三重県熊野市二木島町を舞台にした映画である。監督は柳町光男、主演は北大路欣也・共演は太地喜和子ほか。
中上健次のオリジナル脚本により、古代の神話そのままの熊野を舞台に中上ワールドを映像化している。公開5年前の1980年に二木島町で実際に発生した熊野一族7人殺害事件がモデルになっている。

## あらすじ
三重県の二木島は深い山と海に囲まれた田舎町だが、最近は「海中公園」を作るリゾート開発の計画で揺れていた。樵(きこり)の達男（北大路欣也）の家は海に面し、開発の中心地として買収の対象になっていたが、達男は興味を示さなかった。
港の生け簀に重油が撒かれて魚が全滅する事件が起こり、開発に反対している達男が疑われた。漁師たちは「山の者」を嫌っていたが、トシオだけは達男を「アニ」と慕い、共に猟銃で猿狩りをしたり夜釣りに船を貸したりしていた。
近くの新宮の町からホステスの基視子（太地喜和子）が、村でスナックを営む姉を頼ってやって来た。達男は妻子持ちだが基視子とは深い仲で、縁があれば村の人妻にも手を出した。山の神様も俺の彼女だと豪語する達男。基視子は達男に惚れていたが、借金を肩代わりさせるためなら他の男とも野合する女だった。
トシオの船で人が立ち入らない神聖な海域に侵入し、泳ぐ達男や若者たち。若者たちには悪ふざけだったが、達男だけは神妙な面持ちだった。山での伐採作業の最中に大雨に降られ、皆が下山してしまった時も、一人だけ残って山の神と語り合う達男。伝統の火まつりでも、達男は「神さんのために」といきり立った。 
達男の母親や他県に嫁いだ姉たちは、開発賛成派の村人たちから圧力をかけられ、達男を説得するために家に集まった。その席で達男は無表情に猟銃を構え、我が子も含めた家族全員を射殺した上で、銃を自分に向けて自殺した。

## スタッフ
- 監督：柳町光男
- 製作：清水一夫
- 脚本：中上健次
- 撮影：田村正毅
- 音楽：武満徹
- 美術：木村威夫
- 照明：高屋齋
- 編集：山地早智子
- 録音：久保田幸雄
- スクリプター：石田芳子
- 助監督：成田裕介
- スチール：雪松覚
- プロマネージャー：安西志麻
- タイトルデザイン：浅葉克己
- 視覚効果：中野稔
- スタント：高橋政生（現：高橋勝大）
- 殺陣：國井正廣
- 現像：東映化学

## キャスト
- 達男：北大路欣也
- 基視子：太地喜和子
- 良太：中本良太
- 達男の妻：宮下順子
- トシオ：安岡力也
- 移動パン屋：伊武雅刀
- 鍛冶屋：小鹿番
- 人夫：藤岡重慶
- 人夫：小林稔侍
- 人夫：左右田一平
- 達男の母：菅井きん
- 達男の姉：松下砂稚子
- 達男の姉：八木昌子
- 基視子の姉：中島葵
- 基視子の義兄：金子研三
- ホステス：高瀬春奈
- ホステス：高橋美智子
- 民家の女：梅沢昌代
- 漁師の女：七尾伶子
- 漁師の女：猪俣光也
- 漁師の女：木下ゆず子
- 漁師の男：中庸助
- 漁師の男：三重街恒二
- 漁師の男：相馬剛三
- 青年たち：十貫寺梅軒
- 青年たち：下元史朗
- 青年たち：堀礼文
- 青年たち：倉地雄平
- ミーコ：川上麻衣子
- 浩二：倉崎青児
- 運転手：工藤栄一
- 船頭：柳家小三治
- ブローカー：蟹江敬三
- ブローカー：山西道広
- 保母：森下愛子
- 山川の兄さん：三木のり平

## 製作
堤清二が連載を持っていた『サンデー毎日』の1984年7月15日号で「今回の西武出資の映画第一作で監督の柳町光男さんに出した条件は『こういう風に撮ったら宣伝しやすいとか、客が集まるとか、一切考えずに、撮りたいように撮ってくれ』って言ったら、柳町さんはえらい喜んでくれました」などと話している。

## 受賞情報
- 第59回キネマ旬報ベスト・テン主演男優賞
- 第40回毎日映画コンクール日本映画優秀賞
- 第10回報知映画賞主演男優賞

## 関連出版
- 『火まつり』（山口昌男編、リブロポート、1985年）、中上健次、柳町光男ほか